# Florida Soccer Soldiers
O Florida Soccer Soldiers é um clube americano de futebol, com sede em North Miami Beach, Flórida, que joga na United Premier Soccer League . O clube foi fundado em 2018 e ganhou notoriedade após se classificar para a terceira rodada da US Open Cup de 2019, derrotando os clubes Miami FC e Charlotte Independence . 

## História
O Florida Soccer Soldiers foi fundado em 2018 e ingressou na Divisão Sul da Flórida da United Premier Soccer League.  Durante a primeira temporada, o clube conseguiu terminar em primeiro de sua divisão e venceu nos playoffs, derrotando o Miami Sun por 2 a 1.  Durante o campeonato nacional, o clube derrotou o Inocentes FC nas quartas de final por 2 a 0, antes de cair para o eventual campeão, Milwaukee Bavarian, por 2 a 0.  
No ano seguinte, os Soccer Soldiers se classificaram para a US Open Cup 2019, a competição nacional de taças nacionais no futebol americano .  O jogo da primeira rodada foi contra o atual campeão da National Premier Soccer League, Miami FC, em 9 de maio. O clube conseguiu uma grande virada, vindo de trás para vencer por 2 a 1 fora de casa e, assim, se classificou para o segundo turno.  A partida da segunda rodada foi contra o Charlotte Independence, do USL Championship, em 14 de maio. Os Soccer Soldiers conseguiram provocar mais uma derrota, derrotando o clube da segunda divisão nos pênaltis por 5 a 4.  A corrida dos soldados de futebol terminou na terceira rodada, perdendo por 1-0 para o North Carolina FC da USL Championship. 

## Estatísticas

### Participações
|  | Participações em 2020 |

| Competição     | Competição               | Temporadas | Melhor campanha      | Estreia | Última | P | R |
| Estados Unidos | Lamar Hunt U.S. Open Cup | 1          | Terceira Fase (2019) | 2019    | 2019   |   | – |